# Исчезнувшие населённые пункты Ивановской области/Кинешемский район
Исчезнувшие населённые пункты Ивановской области/Кинешемский район
- Абрамово, Батмановский с/с, № 183 от 29.08.1995
- Алябьево, Решемский с/с, № 21/16 от 12.12.1977
- Андроново, Решемский с/с, № 21/16 от 12.12.1977
- Баранцево, Батмановский с/с, № 483 от 26.10.1964
- Беляево, Ильинский с/с, № 809 от 9.12.1974
- Блащенское, Стиберский с/с, № 17/9 от 11.11.1979
- Бобриха, Тарасихинский с/с, № 242 от 29.10.1993
- Бордуки, Батмановский с/с, № 183 от 29.08.1995
- Бутусиха, Ильинский с/с, № 86 от 17.02.1972
- Быковка, Решемский с/с, № 183 от 29.08.1995
- Вандышки, Наволокский с/с, № 185 от 8.04.1959
- Вахутки Малые, Батмановский с/с, № 483 от 26.10.1964
- Введенье, Доброхотовский с/с, № 483 от 26.10.1964
- Велизанец, Наволокский с/с, № 86 от 17.02.1972 СУЩЕСТВУЕТ
- Вербилки, Шилекшинский с/с, № 86 от 17.02.1972
- Верхняя Устиниха, Луговской с/с, № 429 от 16.10.1957
- Власиха, Горковский с/с, № 152 от 17.07.1997
- Воробьевцы, Батмановский с/с, № 86 от 17.02.1972
- Ворониха, Ильинский с/с, № 17/9 от 11.11.1979
- Воскресенский, Шилекшинский с/с, № 528 от 25.12.1957
- Высоково, Ильинский с/с, № 242 от 29.10.1993
- Галашино, Решемский с/с, № 17/9 от 11.11.1979 СУЩЕСТВУЕТ
- Гари, Шилекшинский с/с, № 809 от 9.12.1974
- Гари, Тарасихинский с/с, № 86 от 17.02.1972
- Гарь, Стиберский с/с, № 17/9 от 11.11.1979
- Глумышки, Шилекшинский с/с, № 809 от 9.12.1974
- Головково, Решемский с/с, № 97 от 26 марта 1998
- Горелица, Зобнинский с/с, № 21/16 от 12.12.1977
- Горки, Тарасихинский с/с, № 20/11 от 15.11.1976
- Горки Малые, Батмановский с/с, № 483 от 26.10.1964
- Готовиха, Тарасихинский с/с, № 86 от 17.02.1972
- Грибино, Горковский с/с, № 17/9 от 11.11.1979
- Даниловское, Решемский с/с, № 183 от 29.08.1995
- Дебово, Журихинский с/с, № 86 от 17.02.1972
- п. Дома отдыха «Решма», Решемский с/с, № 20/11 от 15.11.1976
- Дорожково Малое, Ильинский с/с, № 483 от 26.10.1964
- Дулепиха, Журихинский с/с, № 483 от 26.10.1964
- Елизарово, Решемский с/с, № 483 от 26.10.1964
- Забелино, Батмановский с/с, № 483 от 26.10.1964
- Забелиха, Батмановский с/с, № 86 от 17.02.1972
- Завражье, Доброхотовский с/с, № 809 от 9.12.1974
- Заглядки, Решемский с/с, № 21/16 от 12.12.1977
- Загустино, Решемский с/с, № 17/9 от 11.11.1979
- Задняя, Журихинский с/с, № 183 от 29.08.1995
- Замятино, Журихинский с/с, № 183 от 29.08.1995 СУЩЕСТВУЕТ?
- Захаровка, Стиберский с/с, № 809 от 9.12.1974
- Иваньково, Батмановский с/с, № 21/16 от 12.12.1977
- Иваниха Малая, Луговской с/с, № 809 от 9.12.1974
- Игнатовка, Решемский с/с, № 809 от 9.12.1974
- Ильицыно, Ильинский с/с, № 483 от 26.10.1964
- Исаево, Горковский с/с, № 152 от 17.07.1997
- Истрахово, Ильинский с/с, № 9/20-1 от 24.04.1978
- Казаково, Батмановский с/с, № 483 от 26.10.1964
- Казарино, Ильинский с/с, № 809 от 9.12.1974
- Калиниха, Батмановский с/с, № 21/16 от 12.12.1977
- Карпушиха, Батмановский с/с, № 86 от 17.02.1972
- Кельи, Красногорский с/с, № 86 от 17.02.1972
- Кирпичниково, Наволокский с/с, № 185 от 8.04.1959
- Кирьяниха, Луговской с/с, № 338 от 21.12.1981
- Кодочигово, Батмановский с/с, № 183 от 29.08.1995
- Коловская, Журихинский с/с, № 183 от 29.08.1995
- Коломиново, Зобнинский с/с, № 809 от 9.12.1974
- Колот, Решемский с/с, № 17/9 от 11.11.1979
- Кондрашино, Решемский с/с, № 483 от 26.10.1964
- Кононово, Решемский с/с, № 86 от 17.02.1972
- Корбицы, Луговской с/с, № 483 от 26.10.1964
- Косикино или Косикино, Батмановский с/с, № 483 от 26.10.1964 СУЩЕСТВУЕТ?
- Красная Моисеиха, Шилекшинский с/с, № 86 от 17.02.1972
- Крутово, Стиберский с/с, № 17/9 от 11.11.1979
- Куницыно, Наволокский с/с, № 809 от 9.12.1974
- Лапшиха, Доброхотовский с/с, № 185 от 8.04.1959
- Латышиха, Журихинский с/с, № 483 от 26.10.1964
- Левино, Шилекшинский с/с, № 21/16 от 12.12.1977
- Левино, Тарасихинский с/с, № 21/16 от 12.12.1977
- Левинский, Шилекшинский с/с, № 483 от 26.10.1964
- Лихолаино, Шилекшинский с/с, № 483 от 26.10.1964
- Лушниково, Журихинский с/с, № 242 от 29.10.1993
- Маврино, Горковский с/с, № 21/16 от 12.12.1977
- Максимиха, Луговской с/с, № 185 от 8.04.1959
- Маланьино, Решемский с/с, № 17/9 от 11.11.1979
- Малинки, Решемский с/с, № 21/16 от 12.12.1977
- Малышево, Решемский с/с, № 86 от 17.02.1972
- Мартыново, Батмановский с/с, № 86 от 17.02.1972
- Матвеевская, Стиберский с/с, № 183 от 29.08.1995
- Медведево, Решемский с/с, № 483 от 26.10.1964
- Мельниково, Журихинский с/с, № 242 от 29.10.1993
- Митино, Журихинский с/с, № 183 от 29.08.1995
- Митинская, Журихинский с/с, № 483 от 26.10.1964
- Мишутиха Большая, Луговской с/с, № 86 от 17.02.1972
- Мокеиха, Батмановский с/с, № 483 от 26.10.1964
- Мокша, Красногорский с/с, № 86 от 17.02.1972
- Нагиши, Ильинский с/с, № 809 от 9.12.1974
- Недорезы, Батмановский с/с, № 242 от 29.10.1993
- Никитино, Батмановский с/с, № 86 от 17.02.1972
- Никитино, Журихинский с/с, № 483 от 26.10.1964
- Николо-Эз, Решемский с/с, № 483 от 26.10.1964
- Носищево, Доброхотовский с/с, № 483 от 26.10.1964
- Овчинниково, Журихинский с/с, № 483 от 26.10.1964
- Олеховка, Решемский с/с, № 9/20-1 от 24.04.1978
- Орлово, Зобнинский с/с, № 809 от 9.12.1974
- Оферы, Батмановский с/с, № 383 от 21.12.1981
- Пальбищи, Батмановский с/с, № 483 от 26.10.1964
- Пантюхино, Журихинский с/с, № 242 от 29.10.1993
- Першино, Луговской с/с, № 483 от 26.10.1964
- Пионерский, Ильинский с/с, № 483 от 26.10.1964
- Плещиха, Зобнинский с/с, № 809 от 9.12.1974
- Погорелки, Журихинский с/с, № 483 от 26.10.1964
- Подкурново Малое, Батмановский с/с, № 483 от 26.10.1964
- Починок Тихоновский, Батмановский с/с, № 86 от 17.02.1972
- Приезжевка, Тарасихинский с/с, № 809 от 9.12.1974
- Пустынь, Красногорский с/с, № 809 от 9.12.1974
- Путилово, Решемский с/с, № 86 от 17.02.1972
- Рогуши, Горковский с/с, № 17/9 от 11.11.1979 СУЩЕСТВУЕТ?
- Романовский, Луговской с/с, № 483 от 26.10.1964
- Ромашево, Журихинский с/с, № 183 от 29.08.1995
- Рохма, Решемский с/с, № 86 от 17.02.1972
- Ряхино, Журихинский с/с, № 242 от 29.10.1993
- Саббуки, Ильинский с/с, № 483 от 26.10.1964
- Савино, Решемский с/с, № 21/16 от 12.12.1977
- Савинская, Тарасихинский с/с, № 161 от 12 марта 1966
- Самарино, Ильинский с/с, № 17/9 от 11.11.1979
- Санково Малое, Тарасихинский с/с, № 483 от 26.10.1964
- Свистяги, Батмановский с/с, № 86 от 17.02.1972
- Селезюхино, Шилекшинский с/с, № 338 от 21.12.1981
- Семёнково Большое, Батмановский с/с, № 21/16 от 12.12.1977
- Семёнково Малое, Батмановский с/с, № 483 от 26.10.1964
- Серяково, Тарасихинский с/с, № 809 от 9.12.1974
- Сидоровская, Шилекшинский с/с, № 86 от 17.02.1972
- Слуда, Красногорский с/с, № 86 от 17.02.1972
- Соколово, Красногорский с/с, № 338 от 21.12.1981
- Солонище, Красногорский с/с, № 809 от 9.12.1974
- Спас Берегово, Батмановский с/с, № 483 от 26.10.1964
- Суворово, Решемский с/с, № 183 от 29.08.1995
- Сусловка, Решемский с/с, № 86 от 17.02.1972
- Сухие Гари, Батмановский с/с, № 342 от 2.11.1983
- Таракиниха, Журихинский с/с, № 483 от 26.10.1964
- Тереньково, Батмановский с/с, № 21/16 от 12.12.1977
- Тихоново, Решемский с/с, № 183 от 29.08.1995
- Трифаниха, Зобнинский с/с, № 86 от 17.02.1972
- Урубково, Ильинский с/с, № 483 от 26.10.1964
- Федоровская, Луговской с/с, № 86 от 17.02.1972
- Филимоново, Стиберский с/с, № 17/9 от 11.11.1979
- Фомино, Журихинский с/с, № 483 от 26.10.1964
- п. Химартели, Ильинский с/с, № 86 от 17.02.1972
- Хлепестиха, Ильинский с/с, № 152 от 17.07.1997
- Хмелево, Ильинский с/с, № 86 от 17.02.1972
- Чеганово, Доброхотовский с/с, № 86 от 17.02.1972
- Черемисино, Ильинский с/с, № 17/9 от 11.11.1979
- Чёрная Большая, Стиберский с/с , № 483 от 26.10.1964 (на год упразднения входил в Ильинский с/с)
- Чёрная Малая, Стиберский с/с, № 483 от 26.10.1964 (на год упразднения входил в Ильинский с/с)
- Чирково, Наволокский с/с, № 809 от 9.12.1974
- Чистогарье, Решемский с/с, № 9/20 от 24.04.1978
- Швариха, Зобнинский с/с, № 86 от 17.02.1972
- Шевяки, Доброхотовский с/с, № 483 от 26.10.1964
- Шестаки, Луговской с/с, № 483 от 26.10.1964
- Шишкино Малое, Наволокский с/с, № 483 от 26.10.1964
- Шихово Малое, Доброхотовский с/с, № 483 от 26.10.1964
- Щебыкино, Ильинский с/с, № 483 от 26.10.1964
- Ягодинская, Журихинский с/с, № 483 от 26.10.1964
- Якушиха, Батмановский с/с, № 483 от 26.10.1964
- Якушиха, Красногорский с/с, № 809 от 9.12.1974
- Яркино, Журихинский с/с, № 483 от 26.10.1964